# Leksbergs landskommun
Leksbergs landskommun var en tidigare kommun i dåvarande Skaraborgs län.

## Administrativ historik
Kommunen inrättades i Leksbergs socken i Vadsbo härad i Västergötland när 1862 års kommunalförordningar trädde i kraft.  
Vid Kommunreformen 1952 uppgick kommunen i Mariestads stad som 1971 ombildades till Mariestads kommun.

## Politik

### Mandatfördelning i Leksbergs landskommun 1938-1946
| 10 | 6 | 4 |

| 19 |

| 20 |

| 18 |

| 3 | 10 | 7 |

| 18 |